# Досманбетов, Бакберген Сарсенович
Бакберген Сарсенович Досманбетов (род. 21 сентября 1945) — казахстанский экономист и государственный деятель. Профессор (1992), доктор экономических наук (1994). Депутат сената парламента Казахстана II, III и IV созывов. Аким города Кызылорды (1996—1999).

## Биография
Родился 21 сентября 1945 года на станции Дирментобе Кармакшинского района Кызылординской области в казахской семье. В 1963—1971 годах учился в Московском инженерно-экономическом институте им. Серго Орджоникидзе, получил специальность инженер-экономист. После окончания института 2 года преподавал в Кзыл-Ординском педагогическом институте им. Н. В. Гоголя. Затем с 1973 до 1976 года проходил обучение в аспирантуре в Москве. С 1976 годах вновь работал в Кзыл-Ординском педагогическом институте им. Н. В. Гоголя старшим преподавателем, заведующим кафедрой, проректором. В 1991 году избран ректором института. В 1994 году защитил докторскую диссертацию в Московском университете статистики и информатики на тему «Статистическая оценка демографического и трудового потенциалов Казахстана». С февраля по декабрь 1996 года был ректором Кзыл-Ординского гуманитарного университета.
В декабре 1996 года был назначен Акимом города Кызылорды и председателем административного совета Кызылординской специальной экономической зоны. С 1999 по 2011 избирался в Сенат Парламента Республики Казахстан II, III и IV созывов. Был секретарём Комитета по экономике, финансам и бюджету.
Автор более 100 научных работ и учебных пособий. Среди них «Қазақстан халқының дамуы» (1993), «Статистика населения Казахстана» (1993), «Трудовой потенциал и рынок труда в Казахстане» (1994), «Население Казахстана» (1994).

## Семья
Женат, четверо сыновей: Кайрат, Даулет, Бауыржан, Динар.

## Награды
- 2010 — Орден Парасат [1]
- 2020 (3 декабря) — Орден «Барыс» 2 степени[2]